# The Fourth War
The Fourth War is een Amerikaans-Canadese dramafilm uit 1990 onder regie van John Frankenheimer.

## Verhaal
De Amerikaanse kolonel Jack Knowles is tijdens de Koude Oorlog gestationeerd aan de West-Duitse grens met Tsjecho-Slowakije. Hij vecht er een persoonlijke vete uit met kolonel Valachev, zijn Sovjet-Russische evenknie. De beide officieren zijn verbitterd door hun oorlogservaringen en wanneer hun ruzie heviger wordt, dreigt er ook een gewapend conflict tussen hun commando's.

## Rolverdeling
| Acteur             | Personage                  |
| ------------------ | -------------------------- |
| Roy Scheider       | Kolonel Jack Knowles       |
| Jürgen Prochnow    | Kolonel Valachev           |
| Tim Reid           | Luitenant-kolonel Clark    |
| Lara Harris        | Elena                      |
| Harry Dean Stanton | Generaal Hackworth         |
| Dale Dye           | Sergeant-majoor            |
| William MacDonald  | Korporaal                  |
| David Palffy       | Onhandige soldaat          |
| Neil Grahn         | Soldaat met de spitse neus |
| Ernie Jackson      | Chauffeur van Knowles      |
| Ron Campbell       | Jonge soldaat              |
| John Dodds         | Overloper                  |
| Richard Durven     | Jonge soldaat              |
| Harold Hecht jr.   | Dwayne                     |
| Alice Pesta        | Hannelore                  |